# Callicore cyclops
Callicore cyclops é uma borboleta neotropical da família Nymphalidae. Foi descrita por Staudinger em 1891, de indivíduo coletado na região do Pará (Brasil). Apresenta, vista por baixo, asas posteriores com coloração predominantemente amarela e marcações similares a ocelos. Possui contornos em azul claro na borda das asas anteriores e um pontilhado da mesma tonalidade, margeado de negro, próximo à borda das asas posteriores. Em vista superior, a espécie apresenta as asas de coloração negra, com duas marcações em vermelho nas asas anteriores e uma marcação nas asas posteriores.

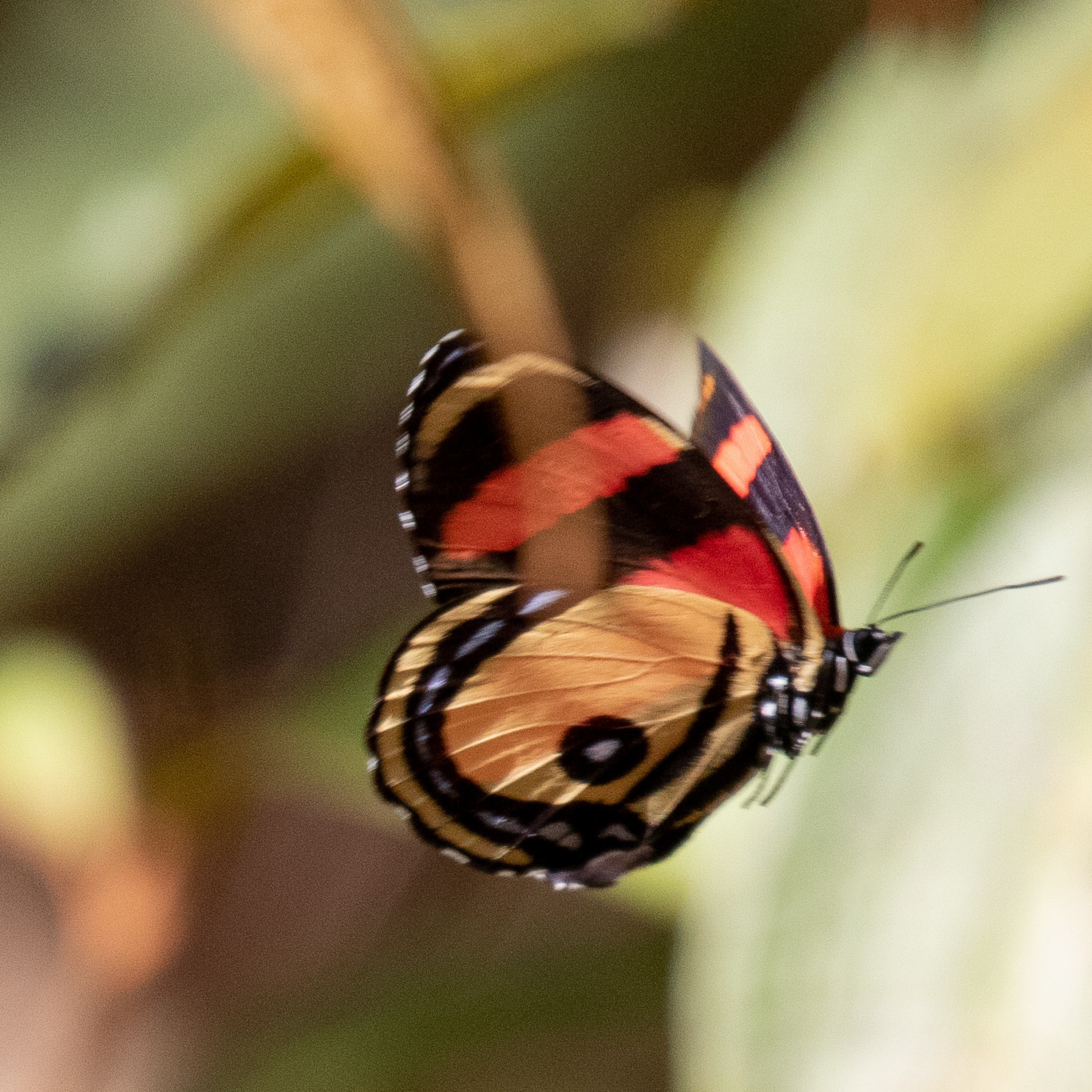